# Джейн Гокінг
Джейн Беріл Вайлд Гокінг Джонс (англ. Jane Beryl Wilde Hawking Jones; нар. 29 квітня 1944, Сент-Олбанс, Велика Британія) — англійська письменниця, мовознавиця, викладачка й автобіографка. Спеціалістка з середньовічної поезії. Протягом 30 років була одружена з фізиком Стівеном Гокінгом.

## Життєпис
Джейн Вайлд навчалася у Коледжі Вестфілд Лондонського університету, де вивчала мови.
1962 року на вечірці спільних друзів познайомилася з Стівеном Гокінгом. 1963 року у Гокінга були виявлені перші ознаки захворювання мотонейронів, бічний аміотрофічний склероз. Навіть знаючи, що хвороба є невиліковною та, швидше за все, не дозволить Гокінгу жити довго, вона заручилася з ним 1964 року, а 1965 — одружилася. Згодом народила троьох дітей: Роберт (1967), Люсі (1970) та Тімоті (1979).
Після років роботи над своєю докторською дисертацією про середньовічну іспанську поезію 1981 року Джейн Вайлд Гокінг захистилась та здобула ступінь доктора філософії. Вона була переконана, що мусить отримати вчений ступінь, щоб мати власну академічну ідентичність у Кембриджі.
У шлюбі з Гокінгом боролася з депресією, оскільки хвороба чоловіка прогресувала. У інтерв'ю 2004 року згадувала, що в той час її підтримувала віра в Бога, та відзначила іронію ситуації, адже відомо, що Гокінг був атеїстом. 1990 року почала жити окремо від чоловіка, а ще через п'ять років офіційно розлучилась. 1997 року одружилася з музикантом Джонатаном Джонсом. В той же час продовжувала підтримувати колишнього чоловіка через його проблеми зі здоров'ям та як подруга.
1999 року написала автобіографію про свій перший шлюб «Music to Move the Stars: A Life with Stephen». Після того, як Гокінг розлучився з другою дружиною, налагодила з ним робочі стосунки. 2007 року оновила та перевидала автобіографію, назвавши її «Travelling to Infinity: My Life with Stephen». Саме на її основі згодом зняли фільм «Теорія всього».

## Роботи
- «Music to Move the Stars: A Life with Stephen», Macmillan Publishers, London, 1999 ISBN 0-333-74686-4
- «Travelling to Infinity: My Life with Stephen», Alma Books, 2007 ISBN 1-84688-065-3